# 佐藤文俊
佐藤 文俊（さとう ふみとし、1938年 - ）は、中国史学者。
東京生まれ。東京教育大学大学院文学研究科博士課程単位取得退学。1986年「明末農民反乱の研究」で筑波大学文学博士。1995年筑波大学助教授、2000年教授、2002年定年退官、駒澤大学教授、2009年退職。専攻、中国明清政治社会史。

## 著書
- 『明末農民反乱の研究』研文出版 1985
- 『明代王府の研究』研文出版 1999
- 『李公子の謎 明の終末から現在まで』汲古書院 2010
- 『李自成　駅卒から紫禁城の主へ』世界史リブレット　山川出版社、2015